# Ален Поер
Ален Поер (фр. Alain Poher; 17 квітня 1909, Аблон-сюр-Сен, департамент Валь-де-Марн — 9 грудня 1996, Париж) — французький державний діяч, багаторічний (24 роки без двох днів) голова Сенату Франції, єдиний в історії П'ятої республіки тимчасовий виконувач обов'язків президента республіки (фр. le président de la République par intérim), причому виконував ці обов'язки двічі: в 1969 і 1974. У 1966—1969 голова Європейського парламенту.

## Початок біографії. Воєнні та повоєнні роки
Народився в Аблон-сюр-Сен, департамент Валь-де-Марн. Закінчив Ліцей Людовика Великого і Вищу політичну школу (Sciences-Po), прослужив в Міністерстві фінансів усю війну і окупацію, при цьому співпрацюючи з Опором. Після війни був секретарем кабінету Робера Шумана, займався соціальною політикою і питаннями окупованих Німеччини та Австрії (генеральний секретар у справах окупаційних зон в 1948–1952 і голова союзних органів управління в Рурі).

## Півстоліття в Сенаті
Провів майже півстоліття в Раді Республіки/Сенаті Франції (з 1946 по 1995, постійно переобирався, крім перерви на «німецьку» діяльність в 1948–1952). Представляв там Народно-республіканський рух (MRP, центристи). Двічі входив до недовготривалого уряду Четвертої республіки (1948 — секретар по бюджету, 1957–1958 — з морських справ).
Підтримав Шарля де Голля в процесі ліквідації Четвертої республіки та конституційної реформи. Прихильник європейської інтеграції, з 1966 року Поер був головою Європейського парламенту. 3 жовтня 1968 обраний головою Сенату, продовжуючи за сумісництвом очолювати Європарламент.

## Перше тимчасове президентство і вибори-1969
27 квітня 1969 року був проведений запропонований президентом Шарлем де Голлем референдум, за яким Сенат повинен був бути перетворений у консультативно-економічний орган. Поер активно протистояв цій ініціативі і намагався переконати де Голля скасувати референдум. Пропозиція не була прийнята населенням. Після цього Шарль де Голль, який вважав голосування своєрідним вотумом довіри собі, оголосив про відставку, припинивши о 12 годині дня 28 квітня 1969 виконання обов'язків голови держави. Згідно з Конституцією П'ятої республіки (1958), Конституційна рада Франції угледіла, що настали умови для тимчасового виконання головою Сенату обов'язків президента республіки, і призначила дострокові вибори президента на 1 червня 1969 року.
У цих виборах брав участь і сам Поер, маючи намір стати президентом вже на постійній основі (відразу ж після відставки де Голля він оселився в Єлисейському палаці і став проводити прийоми і консультації за щільним графіком). У другий тур виборів (15 червня 1969 року) Поер вийшов разом з екс-прем'єром, близьким сподвижником де Голля Жоржем Помпіду, зумівши обійти комуніста Жака Дюкло і соціаліста Мішеля Рокара. Це був єдиний випадок до виборів 2002 (Ширак — Ле Пен), коли до другого туру всенародних виборів не вийшли представники лівих партій. Однак Поер програв Помпіду в другому турі й 20 червня 1969 припинив тимчасове виконання президентських обов'язків, після того, як Помпіду вступив на посаду. У першому турі Поер набрав 5 268 613 голосів (23,3 %) і 7 943 118 у другому (41,8 %). За нього голосували праві неоголлісти, а в другому турі — ще й соціалісти. Комуністи на чолі з Жаком Дюкло бойкотували другий тур. У тому ж році Поер залишив посаду голови Європарламенту, залишившись на чолі Сенату.

## Друге тимчасове президентство
2 квітня 1974 року Жорж Помпіду помер від лейкемії о 21 годині вечора. Зібрався на інший день Конституційна рада Франції знову затвердив Поера тимчасовий виконувачем обов'язків президента республіки. Цього разу він не брав участі у дострокових виборах 5 — 19 травня 1974 року, які виграв Валері Жискар д'Естен (причому у другому турі Поер суворо стежив за голосуванням у заморських департаментах, від результату якого залежала перемога Жискара або перемігшого перший тур Франсуа Міттерана). 27 травня 1974 року новообраний президент вступив на посаду, і цим припинився другий тимчасовий термін повноважень Поера.
Після цього Поер займав крісло глави Сенату ще 18 років і пішов у відставку в 83-річному віці 1 жовтня 1992 року.

## Політичні погляди
Поер був твердим прихильником інтеграції в ЄЕС. Під час другого часового терміну Поер ратифікував Європейську конвенцію з прав людини, яка не була ратифікована при голлістах; це він зробив в пам'ять про свого вчителя Робері Шуманн, одному з батьків-засновників єдиної Європи. Коли до влади прийшов Міттеран в 1981 році, то Поер співпрацював з соціалістами, але відкинув поправки до конституції, запропоновані Лораном Фабіусом в 1984.